# Estación Valle Chanco
Valle Chanco es un paradero ferroviario ubicado en la comuna de Hualqui, es parte del ramal San Rosendo - Talcahuano. El andén se ubica en el lado este de la vía.

## Servicios

### Actuales
Desde la década de 1990 la estación presta servicios entre Talcahuano, Concepción y Laja. Es para el 1 de mayo de 2008 que inician los servicios del actual tren Talcahuano-Laja. El servicio presta ocho servicios diarios.